# Liste der denkmalgeschützten Objekte in Sklabiňa
Die Liste der denkmalgeschützten Objekte in Sklabiňa enthält die acht nach slowakischen Denkmalschutzvorschriften geschützten Objekte in der Gemeinde Sklabiňa im Okres Martin.

## Denkmäler
| Foto |                 | Denkmal / č. ÚZPF                                                   | Standort / Konskr. Nr.                  | Offizielle Beschreibung                               | Beschreibung                                                                    | Metadaten                                                                      |
| ---- | --------------- | ------------------------------------------------------------------- | --------------------------------------- | ----------------------------------------------------- | ------------------------------------------------------------------------------- | ------------------------------------------------------------------------------ |
| ja   | Datei hochladen | Denkmal mit Statue(sk) ObjektID: 506-682/0                          | Standort KG: Sklabiňa Konskr.Nr.:       | padlí v SNP 28;socha vojaka-partizána                 | für 28 Opfer des Nationalaufstandes                                             | č. NKP: 506-682/0 Stand des NKP: 2012-02-08 Name: POMNÍK SO SOCHOU             |
|      | Datei hochladen | Burgrest(sk) ObjektID: 506-2210/0                                   | KG: Sklabiňa Konskr.Nr.:                | neskúmané;Hradisko Orešie                             | Burgruine Orešie, nicht untersucht                                              | č. NKP: 506-2210/0 Stand des NKP: 2012-02-08 Name: HRADISKO                    |
| ja   | Datei hochladen | Denkmal(sk) ObjektID: 506-3454/0                                    | 0 Standort KG: Sklabiňa Konskr.Nr.:     | padlí v SNP                                           | für die Opfer des Nationalaufstandes                                            | č. NKP: 506-3454/0 Stand des NKP: 2012-02-08 Name: PAMÄTNÍK                    |
| ja   | Datei hochladen | Gedenkhaus mit Tafel(sk) ObjektID: 506-3456/0                       | 15 Standort KG: Sklabiňa Konskr.Nr.: 15 | partizánsky štáb                                      | für Partisanen                                                                  | č. NKP: 506-3456/0 Stand des NKP: 2012-02-08 Name: DOM PAMÄTNÝ S PAM.TAB.      |
| BW   | Datei hochladen | Gedenkstätte mit Tafel(sk) ObjektID: 506-3458/0                     | 20 Standort KG: Sklabiňa Konskr.Nr.: 20 | partizánska brigáda                                   | für die Partisanenbrigade                                                       | č. NKP: 506-3458/0 Stand des NKP: 2012-02-08 Name: MIESTO PAMÄTNÉ S PAM.TAB.   |
| BW   | Datei hochladen | Gedenkgebäude in regionaltypischem Baustil(sk) ObjektID: 506-3459/1 | 22 Standort KG: Sklabiňa Konskr.Nr.: 22 | murovaný;štáb 2.part.brig.M.R.Štefánika               | für die Mitglieder der 2. Partisanenbrigade Milan Rastislav Stefanik, Ziegelbau | č. NKP: 506-3459/1 Stand des NKP: 2012-02-08 Name: DOM ĽUDOVÝ S HOSP.ČASŤ.PAM. |
| BW   | Datei hochladen | Gedenktafel(sk) ObjektID: 506-3459/2                                | 22 Standort KG: Sklabiňa Konskr.Nr.: 22 | partizánsky štáb-sídlo;štáb 2.part.brig.M.R.Štefánika | für den Stabssitz der 2. Partisanenbrigade Milan Rastislav Stefanik             | č. NKP: 506-3459/2 Stand des NKP: 2012-02-08 Name: TABUĽA PAMÄTNÁ              |
| BW   | Datei hochladen | Gedenkhaus(sk) ObjektID: 506-3455/0                                 | 93 Standort KG: Sklabiňa Konskr.Nr.: 93 | SNP;Dom bratov Samčíkovcov                            | für den Nationalaufstand, Haus der Brüder Samčíkov                              | č. NKP: 506-3455/0 Stand des NKP: 2012-02-08 Name: DOM PAMÄTNÝ                 |

## Legende
Die Tabelle enthält im Einzelnen folgende Informationen:
| Foto:                    | Fotografie des Denkmals. |
| Denkmal / č. ÚZPF:       | Die Übersetzung der Bezeichnung des Denkmals, wie sie vom Slowakischen Denkmalamt (Pamiatkový úrad Slovenskej republiky) verwendet wird. Die Originalbezeichnung ist unter dem Fragezeichen angegeben. Fehlt die Übersetzung, so wird die Originalbezeichnung direkt angezeigt. Weiters ist die Objekt-Identifikationsnummer (Objekt ID) angeführt. Sie ist die offizielle, in der Slowakei eindeutige Nummer č. ÚZPF inklusive der zugehörigen Zählnummer, wie sie in den Daten des Denkmalamtes angegeben wird. Da diese nur innerhalb eines Landkreises gezählt wird, ist dessen Nummer der Denkmalnummer vorangestellt. |
| Standort:                | Wenn in der Liste vorhanden, ist die Adresse angegeben. In Klammern kann sich noch eine zusätzliche Adresse befinden, wenn es beispielsweise ein Eckhaus ist. Bei freistehenden Objekten ohne Adresse (zum Beispiel bei Bildstöcken) ist eine Adresse angegeben, die in der Nähe des Objekts liegt. Durch Aufruf des Links Standort wird die Lage des Denkmals in verschiedenen Kartenprojekten angezeigt. Darunter sind die Katastralgemeinde (KG) und, wenn vorhanden, die Konskriptionsnummer (Konskr. Nr.) angegeben.                                                                                                   |
| Offizielle Beschreibung: | Es ist die Kurzbeschreibung auf Slowakisch, wie sie in den offiziellen Listen angegeben ist, eingetragen. |
| Beschreibung:            | Kurze Angaben zum Denkmal auf Deutsch. |
| Metadaten:               | Zusätzlich werden, wenn in den persönlichen Einstellungen das Helferlein Dauerhaftes Einblenden von Metadaten aktiviert ist, ebensolche angezeigt. |

- Karte mit allen Koordinaten:
- OSM |
- WikiMap